# Enischnispa
Enischnispa es un género de escarabajos  de la familia Chrysomelidae. En 1957 Gressitt describió el género. Contiene las siguientes especies:
- Enischnispa calamella Gressitt, 1990
- Enischnispa calamivora (Gressitt, 1957)
- Enischnispa daemonoropa Gressitt, 1963
- Enischnispa palmicola Gressitt, 1963
- Enischnispa rattana Gressitt, 1960